# Ed, Edd și Eddy (sezonul 4)
Al patulea sezon din serialul Ed, Edd și Eddy este compus din 25 de episoade și a fost pentru prima dată difuzat în 5 iulie 2002 iar ultimul episod în data de 5 noiembrie 2004 pe Cartoon Network. Seria se desfășoară în jurul a trei adolescenți cunoscuți ca „Ezii”, care-și duc viața printr-un cartier suburban cul-de-sac. Neoficial conduși de Eddy, cei trei Ezi tot încearcă să scoată bani ducându-i de nas pe ceilalți copii pentru a-și cumpăra ceea ce le place cel mai mult: sfarmă-fălci. De cele mai multe ori planul lor eșuează, sfârșind în situații stânjenitoare. Este unul din cele patru sezoane de Ed, Edd și Eddy comandate inițial de Cartoon Network. Sezonul poate fi achiziționat de pe iTunes Store, și a apărut neoficial și în Thailanda.
În 2006, episodul „Don't Rain on My Ed” a făcut parte din colecția Cartoon Network Halloween Volume 3: Sweet Sweet Fear lansată pe DVD.

## Distribuție
Distribuția rămâne aceeași ca și cea din sezonul 3; Matt Hill, Samuel Vincent și Tony Sampson au dat glas personajelor Ed, Dublu D și Eddy. David Paul Grove l-a dublat pe Jonny, iar Keenan Christenson pe Jimmy. La fel pentru Sarah (Janyse Jaud), Kevin (Kathleen Barr), Rolf (Peter Kelamis), Marie (Kathleen Barr) și Lee (Janyse Jaud), Nazz și May Kanker (Jenn Forgie).

## Episoadele
În descrierea episoadelor apare titlul tradus în limba română de studioul de dublaj. 
| |                                                      |                    |  |  |  |  |
| 40 | „An Ed in the Bush / See No Ed”                      | 27 septembrie 2002 |  |  |  |  |
| Un Ed în tufiș: Rolf își pregătește Cercetașii Urbani pentru un camping în pădurere, dar se-ntunecă. Eddy încearcă să-i sperie pe cercetași ca să le demonstrze „că sunt niște lași”. Nu văd niciun Ed: Copiii își dau seamă că nu i-au văzut pe Ezi de mai bine de-o zi. Pornesc în căutarea lor, însă fără succes. Kevin devine paranoic și suspicios, încercând să-i convingă pe ceilalți că este o altă înșelătorie de-a Ezilor, dar nu-l ascultă nimeni. |                                                      |                    |  |  |  |  |
| 41 | „Is There an Ed in the House? / An Ed is Born”       | 1 noiembrie 2002   |  |  |  |  |
| Este vreun Ed pe-aproape?: The Eds are taking a picture of Rolf when they find out that Sarah is sick. Ed and Jimmy both do what they can to take care of her and nurse her back to health, which starts a rivalry between them. Se naște un Ed: Eddy primește un pachet mare din partea fratelui său, dar află că-i era adresat lui „Pipsqueak” și era plin de lucruri pentru bebeluși. Determinat să-i arate fratelui său că a crescut, el împrumută camera video a lui Ed și cu ajutorul prietenilor vrea să facă un film prin care să-i demonstreze fratelului nu numai că a crescut, dar vrea să pară că este liderul și cel mai popular copil din cul-de-sac. |                                                      |                    |  |  |  |  |
| 42 | „One Size Fits Ed / Pain in the Ed (Mă doare în Ed)” | 15 noiembrie 2002  |  |  |  |  |
| Ed de mărime universală: Eddy decide să-l transforme pe Jimmy într-un lptător de sumo. Mă doare în Ed: Ed ia lecții de vioară, lucru care-l scoate din sărite pe Eddy. Eddy își petrce întreaga zi încercând să-i distrugă vioara lui Ed, dar Dublu D încearcă să-l oprească. El știa că Sarah l-a pus pe Jimmy să-i spioneze și să-i transmită dacă Eddy i-a spart-o. |                                                      |                    |  |  |  |  |
| 43 | „Ed Overboard / One of Those Eds”                    | 24 august 2003     |  |  |  |  |
| Ed peste bord: După un machiaj nereușit aplicat lui May de surorile sale, ele decid s-o-nveselească aducându-l pe Ed pentru „a se distra”, spre disperarea lui Ed. Dublu D și Eddy îi cer lui Rolf și ai săi Cercetași Urbani să-l salveze pe Ed din mânile surorilor Kanker. Unul din Ezi: Eddy găsește o monedă de 25 de cenți lipită pe trotuar, pe care n-o poate dezlipi. Toți copiii încearcă s-o scoată, însă fără succes. |                                                      |                    |  |  |  |  |
| 44 | „They Call Him Mr Ed / For the Ed, By the Ed”        | 10 noiembrie 2003  |  |  |  |  |
| I se spune domnul Ed: Eddy își începe propria companie, ca parte a unui plan de a urca în lume împreună cu prietenii săi. Pentru Ed, de la Ed: După ce-l salvează pe Jimmy de surorile Kanker și de-un miriapod, Scândură este recunoscut ca „Regele Cul-de-sac-ului”. Eddy îl provoacă pe Scândură la alegeri, trișând în încercarea de-a ajunge rege. |                                                      |                    |  |  |  |  |
| 45 | „Little Ed Blue / A Twist of Ed”                     | 17 noiembrie 2003  |  |  |  |  |
| Micul Ed melancolic: Ed devine dintr-o dată nervos și singuratic, iar prietenii săi încearcă să-l înveselească, dar nu reușesc decât să-l enerveze și mai tare. O picătură de Ed: Dublu D vine cu ideea de-a folosi psihologia inversă ca să le alunge pe surorile Kanker, reușind acest lucru. Dar situația ia o-ntorsătură neașteptată când surorile folosesc aceeași tactică a psihologiei inverse. |                                                      |                    |  |  |  |  |
| 46 | „Your Ed Here / The Good Ol' Ed”                     | 23 ianuarie 2004   |  |  |  |  |
| Aici al dumneavoastră Ed: După ce a găsit portofelul lui Eddy, Kevin începe să-l șantajeze pe Eddy după ce află că al doilea prenume al său este „Skipper”. După ce-l umilește pe Eddy până la refuz, Kevin le dezvăluie numele tuturor, și când Dublu D vrea să-l consoleze zicându-i al doilea său prenume, „Marion”. Ca să distragă atenția de la prenumele său, Eddy le zice prenumele lui Dublu D copiilor și toți râd de Dublu D. Bunul Ed: Ezii fac o capsulă a timpului și găsesc lucruri care le reamintesc de înșelătorii familiare și mai puțin familiare. Memoriile lui Dublu D: O farsă cu mașina timpului în care Jonny și Jimmy erau „trimiși înapoi în timp” în perioada Triasicului. Eddy își amintește de perioada în care Dublu D a sughițat încontinuu pentru două zile. Memoriile lui Ed: Când Ezii încearcă să facă cea mai mare clătită din lume, copiii le strică planul încurcând untura din partea circulară a cul-de-sac-ului cu un patinuar, fiind accidental copți în aluatul de clătite (din fericire pentru Ezi, toți copiii au supraviețuit). |                                                      |                    |  |  |  |  |
| 47 | „Thick as an Ed / Sorry, Wrong Ed”                   | 30 ianuarie 2004   |  |  |  |  |
| Ed cu obrazul gros: Cea mai recentă scamatorie a lui Eddy implică vânarea de broaște pentru „Triple-E Frog Races” (română Cursele cu broaște Triplu-E), dar Dublu D vrea să scape de brânza norocoasă a lui Ed, care avea peste 57 de zile și se numea Sheldon. Dublu D nu poate suporta mirosul lui Sheldon și încearcă să-l arunce pe ascuns. Regret, ai greșit Ed-ul: Rolf îngroapă un telefon care pare să fie bântuit; Eddy consideră că telefonul are stil, așa că-l ia fără ca Rolf să știe. Odată ce răspunde la telefon, Eddy are ghinioane tot restul zilei. |                                                      |                    |  |  |  |  |
| 48 | „Robin Ed / A Case of Ed”                            | 6 februarie 2004   |  |  |  |  |
| Robin Ed: Ezii încearcă iarăși să-i fraierească pe ceilalți copii din cul-de-sac pentru sfarmă-fălci, dar Dublu D consideră că de data asta au mers prea departe. Când un supererou misterios numit Căpitanul Cap de Pepene (Jonny deghizat, avându-l ca ajutor pe scândură, „Splinter Lemnul Minune”) fură banii înapoi și îi returnează tuturor copiilor. Eddy vrea să-și ia revanșa și se transformă în Professor Scam și acoliții săi, Cenții. Goana după Ed: Când Kevin a fost pedepsit pentru întreaga zi, Ed și Eddy sărbătoresc necăjindu-l constant. Îl insultă și-l fac de rușine, știind că nu poate părăsi locuința, lucru care-l înfurie din ce în ce mai mult. Eddy reușește în același timp să-l facă pe Dublu D să creadă că suferă de „boala Lackadaisy-Cathro” și că este pe moarte. El găsește pe spate un semn pe care scria „dați în mine” (Eddy i-a zis că șuturile în fund sunt un simptom), și se enervează pe Ed și Eddy, ajutându-l în cele din urmă pe Kevin să-și ia revanșa pe cei doi |                                                      |                    |  |  |  |  |
| 49 | „Run for Your Ed / Hand Me Down Ed”                  | 13 februarie 2004  |  |  |  |  |
| Fugi pentru Ed-ul tău: Surorile Kanker pornesc un război împotriva cul-de-sacului încercând să găsească o moștenire de familie care le lipsea din casă (o corabie din sticlă), întorcând cartierul cu susul în jos. Ezii nu știau că lucrul pe care-l caută surorile Kanker este o sticlă cu corabie, în care i s-a-nțepenit degetul lui Ed. Dă-mi-l pe Ed: Lucruri stranii se-ntâmplă când un misterios bumerang zboară prin cartier, schimbând personalitățile copiilor. Acesta îl face pe Jimmy să devină un tip musculos și dur, pe Sarah o fată drăguță, sentimentală și sensibilă, iar Rolf (care este singura persoană care este conștientă de schimbare și și-o și amintește) devine un cântăreț de operă. Ezii caută bumerangul care le dă puteri supranaturale, care l-au făcut pe Ed să devină un geniu, Dublu D un nudist transpirat și Eddy ținta propriilor înșelătorii. |                                                      |                    |  |  |  |  |
| 50 | „Stiff Upper Ed / Here's Mud in Your Ed”             | 20 februarie 2004  |  |  |  |  |
| Ed din înalta societate: Când Sarah și Jimmy încep un „Club al bogătașilor” în curtea din spate a lui Ed, Eddy vine să vadă ce fac ei și încearcă să dovedească ca are tot ceea ce-i trebuie ca să devină și el membru, dar membrii clubului nu vor asta și îi invită pe toți copiii, exceptându-i pe Ezi. Ed în noroi: După ce Eddy pune la cale înșelătoria Smileyville (doar o alee părăsită, care-i strică ziua lui Jimmy după ce este fraierit de ultima sa monedă de 25 de centi), Rolf și Jimmy fac echipă ca să se răzbune pe Eddy cu aceeași monedă. |                                                      |                    |  |  |  |  |
| 51 | „Stuck in Ed / Postcards from the Ed”                | 27 februarie 2004  |  |  |  |  |
| Blocaj la Ed: După ce Kevin face o avere vânzându-și sfarmă fălcile în plus, Eddy încearcă să facă rost de ele dar Kevin află de adevăratele sale intenții de înșelăciune. Eddy ajunge să ceară idei de la vechiul său discipol, Jimmy. O vedere de la Ed: Când „părinții” lui Scândură vin în oraș, Ed îl enervează pe Eddy oferindu-se să le arate împrejurimile cartierului, dar apoi îi vine ideea să-i ducă în propriul tur, mult mai costisitor. |                                                      |                    |  |  |  |  |
| 52 | „Take This Ed And Shove It”                          | 5 noiembrie 2004   |  |  |  |  |
| Lumea întreagă: Când Dublu D îi zice lui Eddy că ceilalți copii din cartier au crescut (prea mari pentru „Panda Eddy Show”), Eddy decide să-și deschidă propriul centru de consiliere a carierei ajutându-i pe ceilalți să-și găsească o „slujbă de vis”. Sarah primește slujba de semafor, Jimmy de tăietor de copaci, Johnny de popândău, Nazz de dentist, Rolf de negustor de cartofi dar refuză și în final este frizer, iar Kevin nu participă. N-are succes pentru că sfarmă-fălcile sunt ținute închise de dentista Dr. Nazz. În drum spre casă Ezii sunt încurcați de ceilalți copii care-și oferă serviciile. Eddy este prins sub dărâmături după ce popândăul Jonny a făcut o groapă în garaj și se trezește în viitorul îndepărtat (peste 90 de ani), în care toți sunt bătrâni. Prima dată când se uită în oglindă, Eddy crede că-l vede pe bunicul lui dar își dă seama că de fapt nu este bunicul lui ci chiar el însuși. El crede că este o glumă din desenele animate și îi zice lui Danny Antonucy să-l trezească, dându-i în schimb o monedă dar în buzunar găsește un borcan cu prune. Se duce să deschidă ușa și îi vede pe Dublu D, cu o gușă foarte mare, și pe Ed cu o barbă foarte lungă. Dublu D îi zice lui Eddy că n-au mai fost copii de 90 de ani. Eddy pleacă prin cartier să vadă ce s-a-ntâmplat în 90 de ani. El îi găsește pe copii și vede că toți sunt bătrâni și Kevin merge pe un scuter pentru bătrâni, Jonny este surd iar Scândură s-a uzat, Rolf este aproape orb, confuz, cocoșat și are o barbă foarte mare, Nazz uită des iar Sarah și Jimmy sunt aproape la fel, doar că s-au apucat de croșetat. Eddy ajunge la biroul unde erau închise sfarmă-fălcile și crede că dacă mănâncă sfarmă-fălcile totul o să revină la normal, dar acesta se face praf la atingere. Atunci Lee intră în garaj și îl vede pe Eddy. Ea îi zice lui Eddy să fie un soț bun și s-o sărute cu un sărut umed. Mirat, Eddy îi zice lui Dublu D să nu-i zică că s-au însurat cu surorile Kanker. Dar Dublu D îi zice că au făcut luna de miere la groapa de gunoi. Apoi Lee îi zice lui Eddy să nu fugă de responsabilități și aduce o roabă cu mulți bebeluși în ea, poate sunt nepoții sau strănepoții lor, având în vedere că au peste 100 de ani. Apoi Eddy le vede și pe May și Marie (Marie este foarte grasă) iar pe Ed îl vede cu trei bebeluși în brațe și pe Dublu D cu numai un bebeluș. Văzând toate astea, Eddy nu mai poate și se lovește cu bastonul de mai multe ori, zicând întruna "nu sunt bătrân!". Se trezește, realizând că totul era un vis. Simțindu-se ușurat de faptul că este iar un copil, sărbătorește acest lucru, până când este pe cale să mănânce un sfarmă-falci, dar se trezește iar bătrân. El visa despre copilărie și realizează că, într-adevăr, este bătrân. (Notă: Acest episod a fost planificat drept ultimul episod al seriei, până când s-a decis și filmarea unui nou sezon.) |                                                      |                    |  |  |  |  |